# Хісо
Хісо (груз. ხისო) — село в Ахметському муніципалітеті, мхаре Кахеті, Грузія. Належить до територіального органу с. Омало. Розташоване в регіоні Тушеті на правому березі Хісосцкалі, правої притоки річки Тушетіс Алазані. 1750 м над рівнем моря, відстань від міста Ахмета - 88 км. За даними перепису 2002 року, в селі вже ніхто не мешкає.